# A.C.A.B.

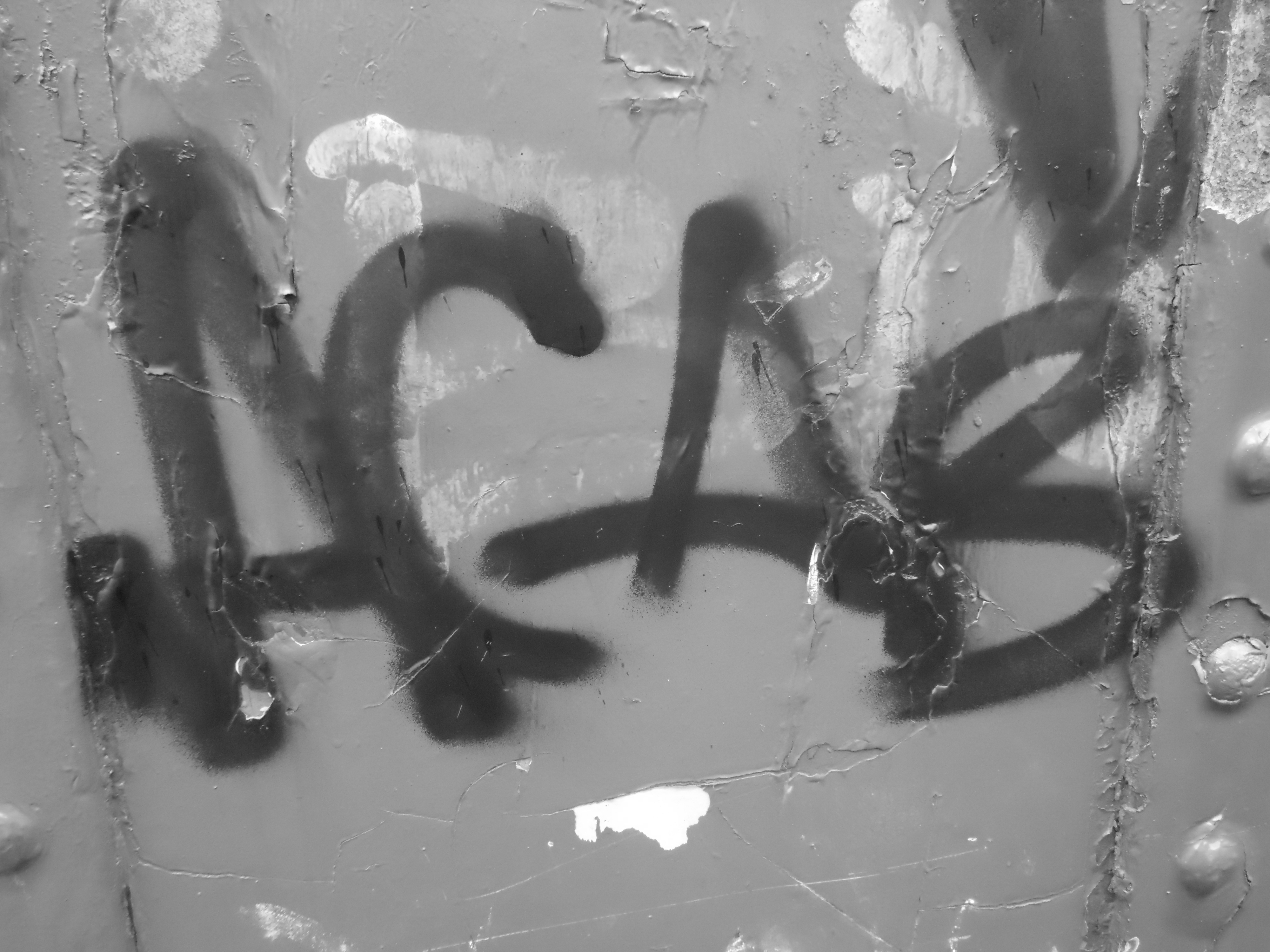
Графіті, Велика Британія

A.C.A.B. — англомовний акронім і гасло, що виражає протистояння поліції.

## Розшифровка
«A.C.A.B.» передусім означає «All Cops Are Bastards» (укр. «Всі копи — виродки»), також може означати «All Coppers Are Bastards» (укр. «Всі „фараони“ — виродки») або, альтернативно, «Always Carry A Bible» (укр. «Завжди носи Біблію»).
Також багато анархістів, зокрема, анархо-панків, часто використовують абревіатуру A.C.A.B., проте радше не в традиційному розумінні щодо кожного окремо взятого поліцейського, а ширше — як позначення недосконалості всієї поліцейської системи в цілому.

## Історія
Спочатку гасло використовувалось під час страйків британських шахтарів у 1940-их. Акронім часто використовується як тюремне татуювання у Великій Британії, найчастіше набивається по одній букві на кожен палець руки.
Британська Oi!-Група «4-Skins» популяризувала акронім A.C.A.B. завдяки пісні з однойменною назвою в 1970 році.
A.C.A.B. вживається як фраза і тату серед європейських футбольних хуліганів[неавторитетне джерело]. Також це гасло часто використовується скінхедами. Іноді для «шифрування» використовують цифри 1312 (номери літер ACB в англійському алфавіті).